# Paraphanolaimus behningi
Paraphanolaimus behningi är en rundmaskart som beskrevs av Heinrich Micoletzky 1923. Paraphanolaimus behningi ingår i släktet Paraphanolaimus och familjen Leptolaimidae. Arten är reproducerande i Sverige. Inga underarter finns listade i Catalogue of Life.